# Michael Reid

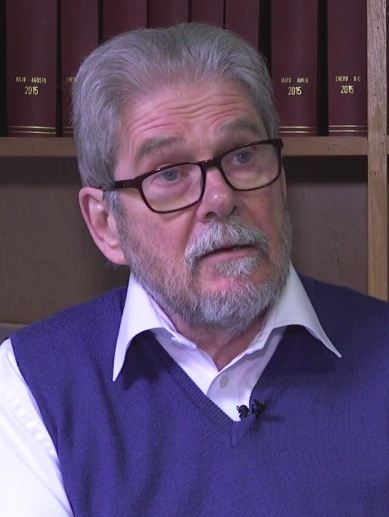
Michael Reid

Michael Reid (* 1952) ist ein britischer Journalist, Buchautor und Kommentator mit Schwerpunkt auf Lateinamerika und der iberischen Halbinsel.

## Leben
Reid wurde 1952 in Großbritannien geboren. Er studierte Politik, Philosophie und Volkswirtschaftslehre am Balliol College, Oxford. Seit 1994 gehört er der Redaktion des Economist an. Er verfasst die Bello Kolumne zu Lateinamerika, benannt nach dem  Philosophen Andrés Bello, und ist writer-at-large für die Region. Zwischen 1999 und Dezember 2013 betreute er als Ressortleiter für die Americas-Sektion des Magazins Lateinamerika, die Karibik und Kanada.
1982 begann er seine Karriere als freier Journalist in Lima, Peru mit Schwerpunkt auf die Andenländern und berichtete bis 1990, unter anderem für den Guardian und die BBC. Er trat 1990 in die Redaktion des Economist ein und wurde Korrespondent für Mexiko und Zentralamerika. 1994 verlagerte er seinen Schwerpunkt auf die Konsumgüterindustrie. Zwischen 1996 und 1999 war er Leiter des Büros in São Paulo.
Zu seinen Büchern zählt „Forgotten Continent: The Battle for Latin America’s Soul“ (2007) und “Brazil: The Troubled Rise of a Global Power” (April 2014). Er wurde mit dem Maria Moors Cabot Preis der Columbia University Graduate School of Journalism und Brasiliens Orden vom Kreuz des Südens ausgezeichnet.
Michael Reid erscheint regelmäßig als Experte in Fernsehen, Radio und Printmedien, u. a. CNN, BBC World TV, NPR, Globo (Brazil) and El País (Spain). Er wurde als Experte in den Auswärtigen Ausschuss des US Senats und in das Foreign Affairs Committee des britischen Unterhauses geladen.
Michael Reid lebt aktuell in Lima, Peru.

## Werke
- Forgotten Continent: The Battle for Latin America’s Soul. Yale University Press. 2007. ISBN 978-0-300-11616-8
- Brazil: The Troubled Rise of a Global Power. Yale University Press. 2014. ISBN 978-0-300-16560-9
- Spain: The Trials and Triumphs of a Modern European Country. Yale University Press, New Haven 2023, ISBN 978-0-300-26039-7.